# Затеречный
Зате́речный — посёлок городского типа в Нефтекумском районе (городском округе) Ставропольского края Российской Федерации.

## География
Расстояние до краевого центра: 257 км.
Расстояние до районного центра: 19 км.
Расстояние до ближайшей железнодорожной станции: 96 км.

## История
Датой возникновения посёлка считается 23 июля 1953 года, когда из скважины № 1 месторождения Озек-Суат на Затеречной равнине была получена первая промышленная нефть в Ставропольском крае. У В. Л. Гаазова значится другой год основания — 1951 (то есть год, когда специалисты треста «Грознефть» начали глубокое разведочное бурение на площади Озек-Суат). По его же данным «название поселку дали грозненские геологи, назвав его Затеречным, то есть „за Тереком“».
Указом Президиума Верховного Совета СССР от 14 июля 1956 года посёлок Затеречный был отнесён к категории рабочих поселков.
На 1 марта 1966 года в подчинении Затеречного поселкового совета находились посёлок Зимняя Ставка и хутор Русский (упразднён в 1971 году):28.
До 1 мая 2017 года образовывал упразднённое городское поселение Посёлок Затеречный.

## Население
| 1959  | 1970  | 1979  | 1989  | 2002  | 2009  | 2010  | 2011  | 2012  |
| ----- | ----- | ----- | ----- | ----- | ----- | ----- | ----- | ----- |
| 3748  | ↗6994 | ↘6565 | ↘6272 | ↗7697 | ↘7659 | ↗7696 | ↘7687 | ↗7772 |
| 2013  | 2014  | 2015  | 2016  | 2017  | 2018  | 2019  | 2020  | 2021  |
| ↗7817 | ↗7847 | ↘7744 | ↘7637 | ↘7611 | ↘7602 | ↘7543 | ↘7483 | ↘6462 |
| 2023  |       |       |       |       |       |       |       |       |
| ↘6438 |       |       |       |       |       |       |       |       |

Национальный состав
По итогам переписи населения 2010 года проживали следующие национальности (национальности менее 1 %, см. в сноске к строке «Другие»):
| Национальность | Численность | Процент |
| -------------- | ----------- | ------- |
| Русские        | 6036        | 78,43   |
| Даргинцы       | 840         | 10,91   |
| Ногайцы        | 138         | 1,79    |
| Аварцы         | 101         | 1,31    |
| Корейцы        | 80          | 1,04    |
| Туркмены       | 77          | 1,00    |
| Другие         | 424         | 5,51    |
| Итого          | 7696        | 100,00  |

## Инфраструктура
- Социально-культурное объединение[28]
- Библиотека. Открыта 20 мая 1957 года[29]

## Образование
- Детский сад № 8 «Звездочка». Открыт 10 декабря 1956 года[30]
- Детский сад № 9 «Ласточка». Открыт 1 октября 1967 года[31]
- Средняя общеобразовательная школа № 6[32]. Открыта в 1956 году[33]
- Затеречненская детская музыкальная школа[34]
- Детский дом (смешанный) № 23 «Колокольчик»[35]

## Религия
- Церковь святителя Николая Чудотворца[36]

## Памятники
- Памятник «1-я скважина, давшая нефть в Нефтекумье». 1953 год[37]
- Памятник «Ивану Ярыгину — русскому богатырю от дагестанцев». Установлен 6 сентября 2012 на месте гибели спортсмена недалеко от посёлка[38]

## Кладбище
В границах посёлка расположено общественное открытое кладбище площадью 142 161 м².